# Rödbent nektarkrypare
Rödbent nektarkrypare (Cyanerpes cyaneus) är en fågel i familjen tangaror inom ordningen tättingar.

## Utseende och läten
Den rödbenta nektarkryparen är en 12,2 cm lång fågel med medellång och något nedåtböjd svart spets. Hanen är violettblå med svart på vingar, stjärt och rygg och, som namnet avslöjar, lysande röda ben. Hjässan är turkos och undersidan av vingen, som dock endast syns i flykten, citrongul. Efter häckningssäsongen ruggar hanen till en mestadels grönaktig eklipsdräkt med svarta vingar. Honan och ungfågeln är huvudsakligen båda gröna, med ljusare och något streckad ovansida. Benen är rödbruna hos honan, bruna hos ungfågeln. Lätet är ett tunt och ljust "tsip".

## Utbredning och systematik
Rödbent nektarkrypare delas in i hela elva underarter med följande utbredning:
- Cyanerpes cyaneus carneipes – förekommer i östra och södra Mexiko (norrut till Guerrero och södra Tamaulipas) söderut genom Panama (inklusive Coibaön och Pärlöarna) till nordvästra Colombia (övre Sinúdalen i Córdoba); även på Kuba
- Cyanerpes cyaneus gemmeus – förekommer i norra Colombia (Serranía de Macuire på Guajirahalvön)
- Cyanerpes cyaneus pacificus – förekommer längs Stillahavskusten i västra Colombia och västra Ecuador
- Cyanerpes cyaneus gigas – förekommer på Gorgonaöarna (utanför Stillahavskusten i Colombia)
- Cyanerpes cyaneus eximius – förekommer från tropiska norra Colombia till norra Venezuela samt Margaretaön
- Cyanerpes cyaneus dispar – förekommer från östra Colombia till södra Venezuela, västra Brasilien och nordöstra Peru
- Cyanerpes cyaneus tobagensis – förekommer på Tobago
- Cyanerpes cyaneus cyaneus – förekommer i tropiska sydöstra Venezuelas gräns till Guyanaregionen och nordöstra Brasilien, Trinidad
- Cyanerpes cyaneus brevipes – förekommer i centrala Amazonområdet i Brasilien
- Cyanerpes cyaneus holti – förekommer i östra Brasilien
- Cyanerpes cyaneus violaceus – förekommer i centrala Bolivia och västra Brasilien

## Levnadssätt
Denna fågel hittas i skogsbryn, öppen skog samt i citrus- och kakaoplantage. Den rör sig i smågrupper, på jakt efter nektar, insekter och vissa frukter.

### Häckning
Honan bygger ett litet skålformat bo som placeras i ett träd. Två brunfläckade vita ägg ruvas av honan i tolv till 13 dagar. Efter ytterligare 14 dagar är ungarna flygga.

## Status och hot
Arten har ett stort utbredningsområde och en stor population, men tros minska i antal, dock inte tillräckligt för att anses vara hotad. Utifrån dessa kriterier kategoriserar IUCN arten som livskraftig (LC). Beståndet uppskattas till i storleksordningen fem till 50 miljoner vuxna individer.

## Bilder

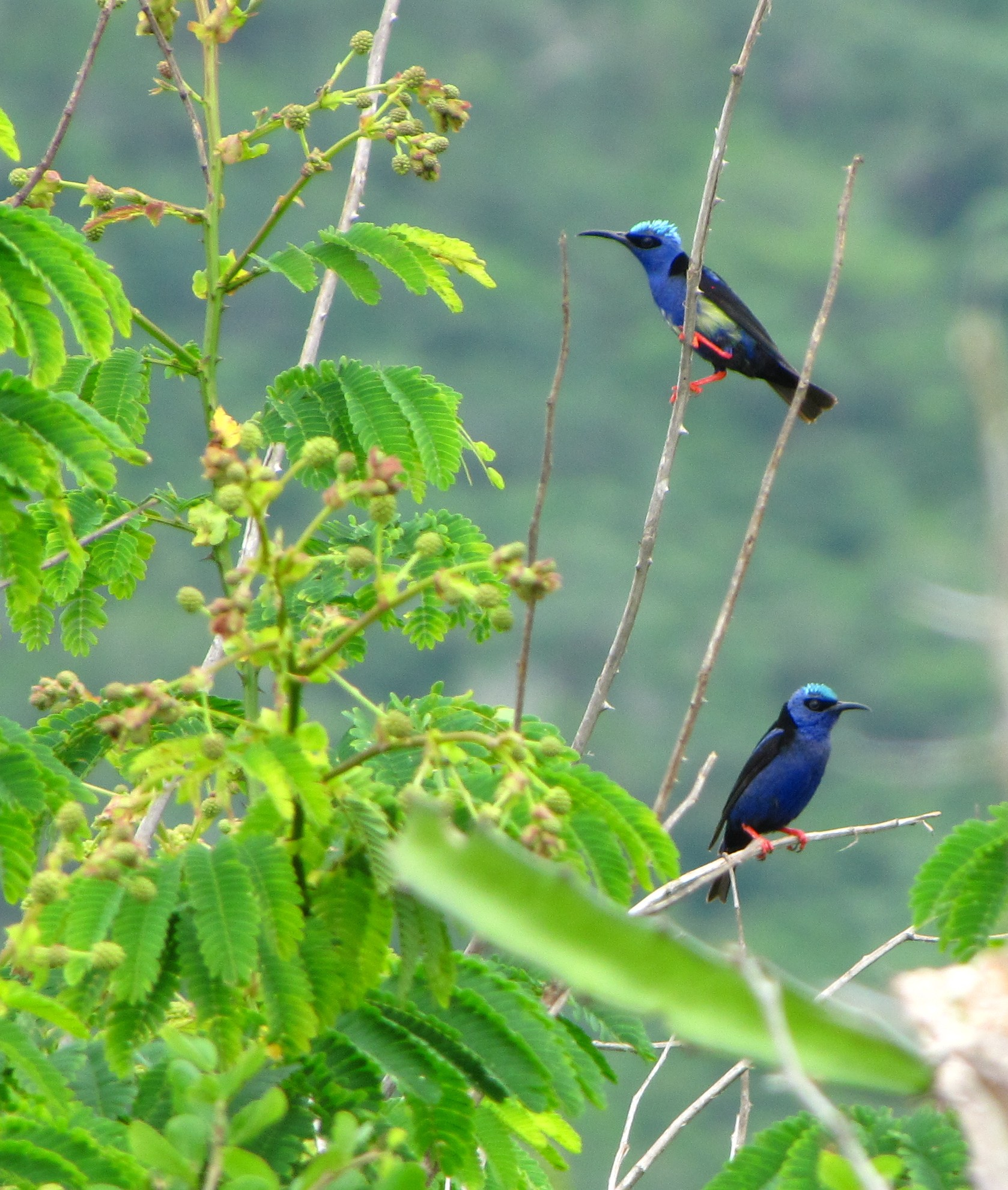
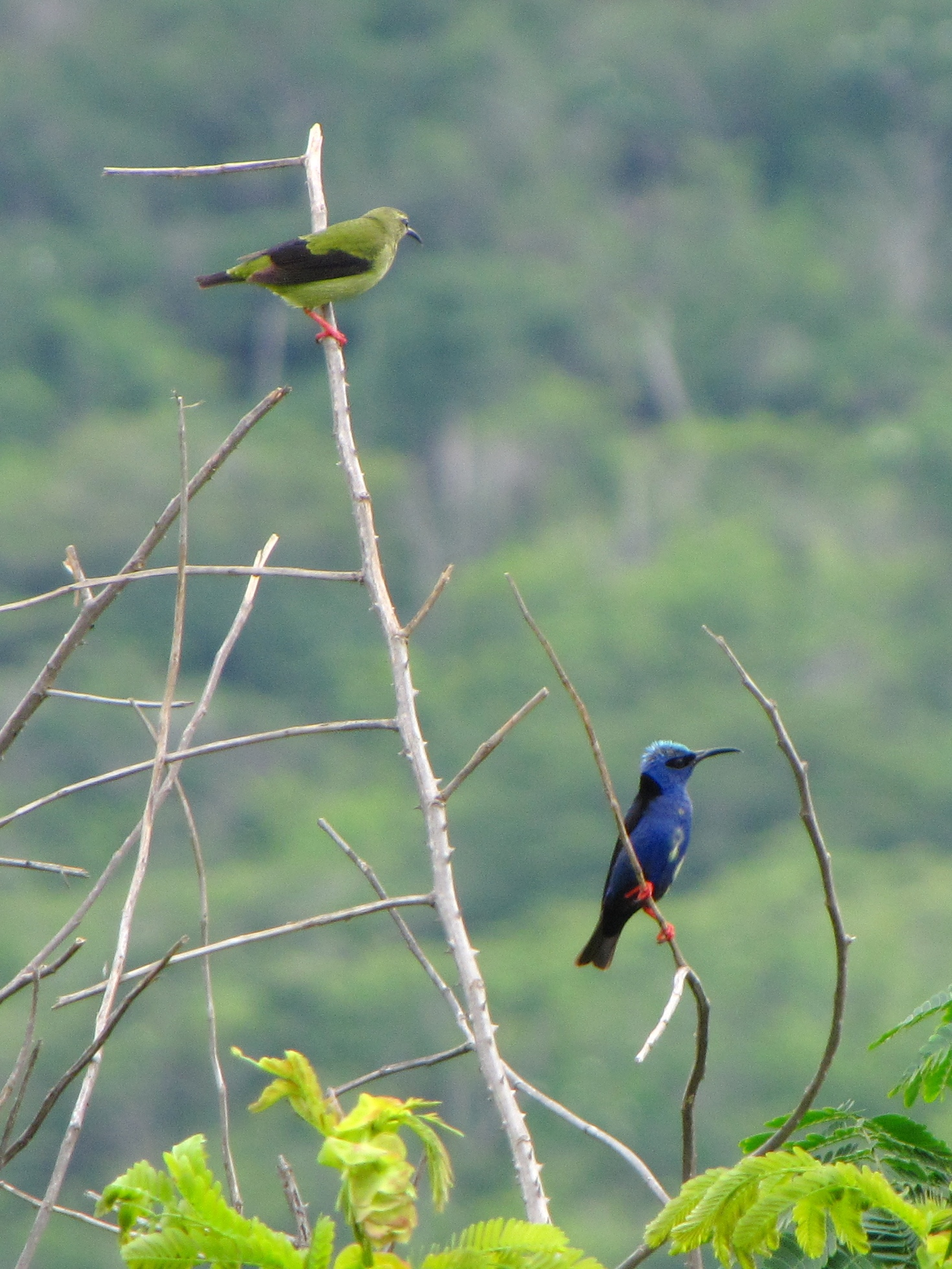
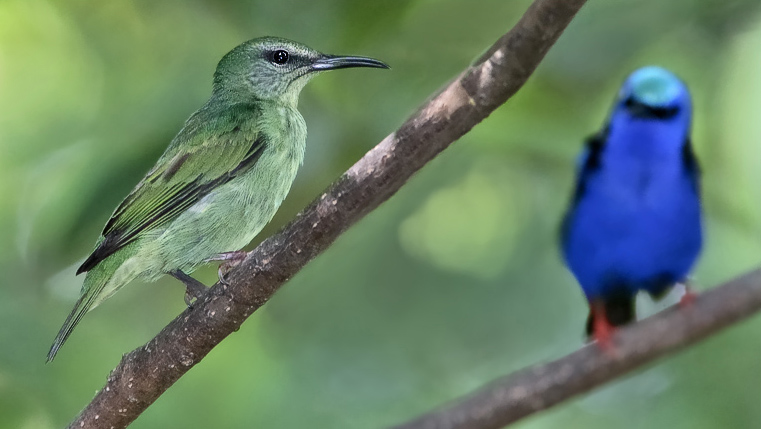
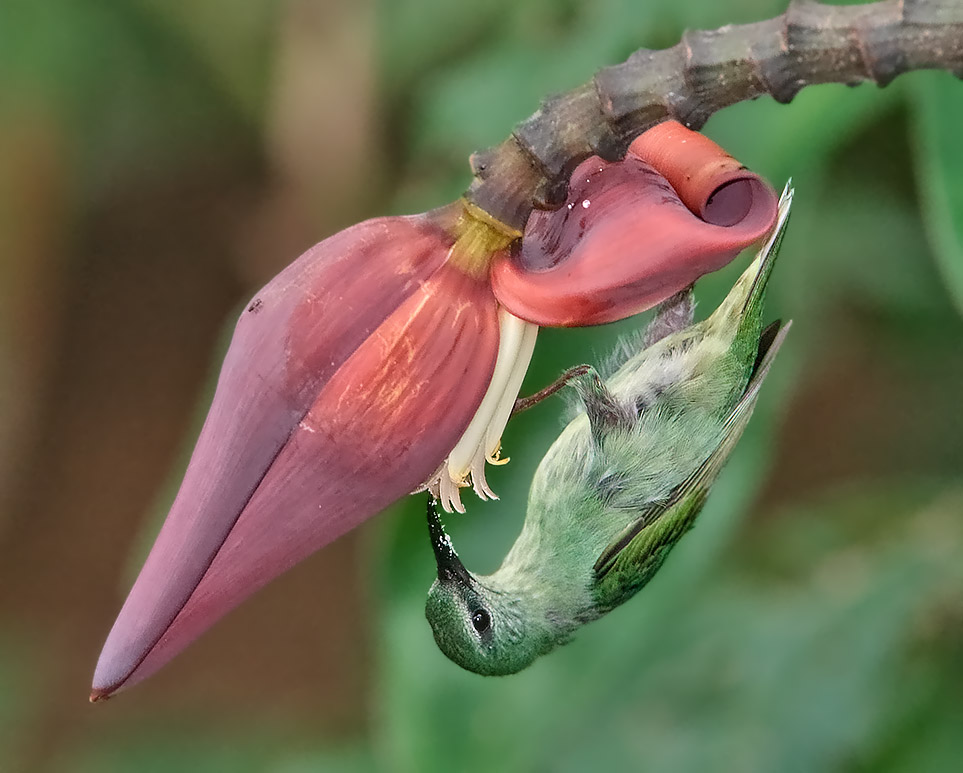